# 雅致斯科蛛
雅致斯科蛛（学名：Scotophaeus rebellatus）为平腹蛛科斯科蛛属的动物。在中国大陆，分布于北京等地。该物种的模式产地在北京。